# Списак српских архитеката
Ово је списак српских архитеката који су оставили значајан траг у изградњи објеката у Србији.
|  |  |  |  |  |  |  |  |  |  |  |  |  |  |  |  |  |  |  |  |  |  |  |  |  |  |  |  |  |  |

## А
- Петар Анагности
- Андрија Андрејевић (1838-1894)
- Иван Антић
- Милан Антоновић
- Илија Арнаутовић
- Луис Д. Асторино
- Верољуб Атанасијевић
- Коста Атанацковић Станишић (1879-1908)

## Б
- Ђура Бајаловић (1879-1949)
- Петар Бајаловић
- Мате Бајлон
- Драгана Базик
- Момчило Белобрк (1905-1980)
- Љиљана Благојевић
- Александар Блатник
- Богдан Богдановић
- Угљеша Богуновић
- Јованка Бончић Катеринић
- Милутин Борисављевић
- Rade Borović
- Ђура Борошић (1900-1965)
- Ђорђе Бошковић (1904-1990)
- Драгиша Брашован
- Александар Бугарски
- Јосиф Букавац (1875-1946)
- Ксенија Булатовић

## В
- Михаило Валтровић
- Фра Вита из Котора
- Владислав Владисављевић (1905-1961)
- Данило Владисављевић (1871-1923)
- Душан Влајић (1911-1945)
- Мирјана Војновић
- Андрија Вуковић

## Г
- Петар Гачић (1878-1949)
- Светозар Генић (1879-1939)
- Ђорђе Гец
- Милан Главинић (1891-1968)

## Д
- Миодраг Дамњановић (1939-2020)
- Александар Дероко
- Никола Добровић
- Лазар Дунђерски (1881-1952)

## Ђ
- Александар Ђокић
- Војислав Ђокић (1902-1984)
- Александар Ђорђевић
- Драгутин Ђорђевић (1866-1933)
- Ђорђе Ђорђевић (1888-1970)
- Никола Ђорђевић
- Предраг Дража Ђукић (1890-1952)
- Јулијан Љ. Ђупон

## Ж
- Душан Живановић
- Никола Живковић (Хаџи-Неимар)
- Драгомир Живојиновић (1900-1954)

## З
- Милан Злоковић
- Коста Змејановић

## И
- Оља Ивањицки
- Светозар Ивачковић
- Бисерка Илијашев
- Јован Илкић
- Маја Т. Искјердо

## Ј
- Божидар Јанковић
- Михаило Јанковић
- Душан Јеличић
- Фрањо Јенч
- Јованка Јефтановић
- Марио Јобст
- Боривоје Јовановић
- Константин Јовановић
- Мирослав Мирко Јовановић
- Бранислав Јовин
- Емилијан Јосимовић
- Аљоша Јосић

## К
- Милан Капетановић
- Бранислав Којић
- Момир Коруновић
- Војислав Костић (1897-1959)
- Браћа Крстић
- Милица Крстић (1887-1964)
- Лазар Кузманов
- Иво Куртовић

## Л
- Димитрије М. Леко
- Димитрије Т. Леко
- Светислав Личина
- Милан Лојаница
- Виктор Лукомски

## М
- Стојан Максимовић
- Константин Кокан Мандић
- Милан Марић
- Дарко Марушић
- Драгутин Маслаћ
- Александар И. Медведев
- Даница Дана Милосављевић
- Драгутин Драгиша Милутиновић
- Бранислав Митровић
- Михајло Митровић
- Јања Михаиловић
- Јосиф Михајловић

## Н
- Дејан Настић
- Јелисавета Начић
- Богдан Несторовић
- Никола Несторовић
- Владимир Николић
- Живојин Николић

## П
- Божидар Петровић
- Петар Поповић
- Јован Прокопљевић
- Branko Pešić
- Милош Поњавић

## Р
- Александар Радојевић
- Вујадин Радовановић
- Ранко Радовић
- Иванка Распоповић
- Милорад Рувидић

## С
- Григорије Самојлов
- Андра Стевановић
- Бојан Ступица

## Т
- Драгомир Тадић (1893-1976)
- Бранко Таназевић
- Момчило Тапавица
- Всеволод Татаринов
- Стојан Тителбах
- Милета Томић
- Радивоје Томић
- Радмила Деспинић-Томић
- Ранко Томић

## Ћ
- Љупко Ћурчић

## Х
- Будимир Христодуло

## Ш
- Александар Шавикин